# لارس المریش
لارس المریش (انگلیسی: Lars Ellmerich؛ زادهٔ ۲ ژانویهٔ ۱۹۶۱) بازیکن فوتبال اهل آلمان است.
از باشگاه‌هایی که در آن بازی کرده‌است می‌توان به باشگاه فوتبال آینتراخت برانشوایگ اشاره کرد.